# Развој светског рекорда у бацању кугле на отвореном за мушкарце
Први светски рекорд у бацању кугле за мушкарце признат је од ИААФ (International Association of Athletics Federations – Међународна атлетска федерација) поставио је амерички бацач кугле Ралф Роуз у Сан Франциску, 21. августа 1909. са резултатом 15,54 метра.
Тренутни рекорд износи 23,56 метара, а постигао га је Рајан Краузер из САД у Лос Анђелесу 27. маја 2023. године.

## Светски рекорди у бацању кугле за мушкарце
Закључно са 25. новембром 2012. ИААФ је ратификовао 51 светски рекорд у бацање кугле за мушкарце.
| Резултат (м) | Атлетичар                              | Датум               | Место                 |
| ------------ | -------------------------------------- | ------------------- | --------------------- |
| 15,54        | Ралф Роуз, Сједињене Државе            | 21. август 1909.    | Сан Франциско, САД    |
| 15,79        | Емил Хирашфелд, Вајмарска република    | 6. мај 1928.        | Breslau, Немачка      |
| 15,87        | John Kuck, Сједињене Државе            | 29. јун 1928.       | Амстердам, Холандија  |
| 16,04        | Емил Хирашфелд, Вајмарска република    | 26. август 1928.    | Бохум, Немачка        |
| 16,04        | Франтишек Доуда, Чешка                 | 4. октобар 1931.    | Брно, Чехословачка    |
| 16,05        | Зигмунт Хељаш, Пољска                  | 29. јун 1932.       | Познањ, Пољска        |
| 16,16        | Лио Секстон Сједињене Државе           | 27. август 1932     | Freeport, САД         |
| 16,20        | Франтишек Дуда, Чешка                  | 24. септембар 1932. | Праг, Чехословачка    |
| 16,48        | Џон Лајмен, Сједињене Државе           | 21. април 1934      | Пало Алто, САД        |
| 16,80        | Џек Торенс, Сједињене Државе           | 24. април 1934.     | Де Мојн, САД          |
| 16,89        | Џек Торенс, Сједињене Државе           | 30. јун 1934.       | Милвоки, САД          |
| 17,40        | Џек Торенс, Сједињене Државе           | 5. август 1934.     | Осло, Норвешка        |
| 17,68        | Чарли Фонвил, Сједињене Државе         | 17. април 1948.     | Лоренс, САД           |
| 17,79        | Џејмс Фукс, Сједињене Државе           | 28. јул 1949.       | Осло, Норвешка        |
| 17,82        | Џејмс Фукс, Сједињене Државе           | 29. април 1950.     | Лос Анђелес, САД      |
| 17,90        | Џејмс Фукс, Сједињене Државе           | 20. август 1950.    | Висби, Шведска        |
| 17,95        | Џејмс Фукс, Сједињене Државе           | 22. август 1950.    | Ешилструна, Шведска   |
| 18,00        | Пери О'Брајен, Сједињене Државе        | 9. мај 1953.        | Фрезно, САД           |
| 18,04        | Пери О'Брајен, Сједињене Државе        | 5. јун 1953         | Комптон, САД          |
| 18,42        | Пери О'Брајен, Сједињене Државе        | 8. мај 1954.        | Лос Анђелес, САД      |
| 18,43        | Пери О'Брајен, Сједињене Државе        | 21. мај 1954.       | Лос Анђелес, САД      |
| 18,54        | Пери О'Брајен, Сједињене Државе        | 11. јун 1954.       | Лос Анђелес, САД      |
| 18,62        | Пери О'Брајен, Сједињене Државе        | 5. мај 1956.        | Солт Лејк Сити, САД   |
| 18,69        | Пери О'Брајен, Сједињене Државе        | 15. јун 1956.       | Лос Анђелес, САД      |
| 19,06        | Пери О'Брајен, Сједињене Државе        | 3. септембар 1956.  | Јуџин, САД            |
| 19,25        | Пери О'Брајен, Сједињене Државе        | 1. октобар 1956.    | Лос Анђелес, САД      |
| 19,25        | Далас Лонг, Сједињене Државе           | 28. март 1959.      | Санта Барбара, САД    |
| 19,30        | Пери О'Брајен, Сједињене Државе        | 1. август 1959.     | Албукерки, САД        |
| 19,38        | Далас Лонг, Сједињене Државе           | 5. март 1960.       | Лос Анђелес, САД      |
| 19,45        | Бил Нидер, Сједињене Државе            | 19. март 1960.      | Пало Алто, , САД      |
| 19,67        | Далас Лонг, Сједињене Државе           | 26. март 1960.      | Лос Анђелес, САД      |
| 19,99        | Бил Нидер, Сједињене Државе            | 2. април 1960.      | Остин, САД            |
| 20,06        | Бил Нидер, Сједињене Државе            | 12. април 1960.     | Волнат, САД           |
| 20,08        | Далас Лонг, Сједињене Државе           | 18. мај 1962.       | Лос Анђелес, САД      |
| 20,10        | Далас Лонг, Сједињене Државе           | 4. април 1964.      | Лос Анђелес, САД      |
| 20,20        | Далас Лонг, Сједињене Државе           | 29. мај 1964.       | Лос Анђелес, САД      |
| 20,68        | Далас Лонг, Сједињене Државе           | 25. јул 1964.       | Лос Анђелес, САД      |
| 21,52        | Ренди Матсон, Сједињене Државе         | 8. мај 1965.        | Колеџ Стејшон, САД    |
| 21,78        | Ренди Матсон, Сједињене Државе         | 23. април 1967.     | College Station, САД  |
| 21,82        | Ал Фојербах, Сједињене Државе          | 5. мај 1973.        | Сан Хозе, САД         |
| 21,85        | Тери Олбрајтон Сједињене Државе        | 21. фебруар 1976.   | Хонолулу, Хаваји, САД |
| 22,00        | Александар Баришњиков, Совјетски Савез | 10. јун 1976.       | Париз, Француска      |
| 22,15        | Удо Бајер, Источна Немачка             | 6. јул 1978.        | Гетеборг, Шведска     |
| 22.22 m      | Удо Бајер, Источна Немачка             | 25. јун 1983.       | Лос Анђелес, САД      |
| 22,62        | Улф Тимерман, Источна Немачка          | 22. септембар 1985. | Берлин, Немачка       |
| 22,64        | Удо Бајер, Источна Немачка             | 20. август 1986.    | Берлин, Немачка       |
| 22,72        | Алесандро Андреи, Италија              | 12. август 1987.    | Вијаређо, Италија     |
| 22,84        | Алесандро Андреи, Италија              | 12. август 1987.    | Вијаређо, Италија     |
| 22,91        | Алесандро Андреи, Италија              | 12. август 1987.    | Вијаређо, Италија     |
| 23,06        | Улф Тимерман, Источна Немачка          | 22. мај 1988.       | Ханија, Грчка         |
| 23,12        | Ренди Барнс, Сједињене Државе          | 20. мај 1990.       | Лос Анђелес, САД      |
| 23,37        | Рајан Краузер, Сједињене Државе        | 18. јун 2021.       | Јуџин, САД            |
| 23,56        | Рајан Краузер, Сједињене Државе        | 27. мај 2023.       | Лос Анђелес, САД      |